# 莽山掌突蟾
莽山掌突蟾（学名：Leptobrachella mangshanensis），一种于中华人民共和国湖南省宜章县莽山地区发现的两栖动物，隶属于角蟾科掌突蟾属。其种加词“mangshanensis”意为“莽山的”。

## 形态特征
莽山掌突蟾雄蟾头体长22.2～27.8毫米，雌蟾头体长30.2毫米左右。身体背部光滑，为棕色，具有小的橙色疣粒和大的不规则的深棕色条纹；指、趾、下臂、跗、股和胫部背侧面具2～3条深棕色横纹；喉部腹面灰白色，腹部乳白色，散布白色斑点。

## 保护
本种于2023年被收录入《有重要生态、科学、社会价值的陆生野生动物名录》。